# إرنست ليندر
إرنست ليندر (بالسويدية: Ernst Linder) هو فارس سباق وعسكري سويدي، ولد في 25 أبريل 1868 في Pohja ‏ في فنلندا، وتوفي في 14 سبتمبر 1943 في Engelbrekt Parish ‏ في السويد.

## وصلات خارجية
- إرنست ليندر على موقع أوليمبيديا (الإنجليزية)
- إرنست ليندر على موقع اللجنة الأولمبية السويدية (السويدية)